# (72447) Polińska
(72447) Polińska – planetoida z głównego pasa planetoid okrążająca Słońce w ciągu 5 lat i 88 dni w średniej odległości 3,02 au. Odkryli ją Petr Pravec i Lenka Šarounová 16 lutego 2001 roku w Obserwatorium w Ondřejovie. Nazwa planetoidy pochodzi od Magdaleny Polińskiej (ur. 1981), polskiej astronom pracującej jako adiunkt na Uniwersytecie im. Adama Mickiewicza w Poznaniu. Przed nadaniem nazwy planetoida nosiła oznaczenie tymczasowe (72447) 2001 DP.